# Gleb Mikhaïlov
Pour les articles homonymes, voir Mikhaïlov.
Gleb Konstantinovitch Mikhaïlov (en russe : Глеб Константинович Михайлов), né le 24 février 1929 a Tbilissi et mort le 18 mars 2021 à Moscou, est un physicien et historien des sciences soviétique puis russe.

## Biographie
Mikhaïlov nait au sein d'une famille d'ingénieurs qui s'installe à Moscou en 1935. Pendant la Seconde Guerre mondiale, il est évacué à Tachkent. En 1951, ayant fini ses études secondaires, il entreprend un diplôme supérieur tout en suivant cinq cours au département par correspondance de la Faculté de mécanique et de mathématiques de l'université d'État de Moscou. Il ne passe pourtant pas les examens finaux et n'obtient pas de diplôme. Il devient cependant spécialiste en hydrodynamique et l'histoire de celle-ci. À partir de 1951, il travaille pour l'Académie des sciences de Russie, à l'Institut des problèmes de mécanique, ainsi qu'à l'Institut panrusse de recherche scientifique en physique technique, au sein duquel il devient chef du département de mécanique. Entre 1968 et 1973, il est directeur du département de mathématiques supérieures à l'Institut par correspondance de génie civil soviétique.

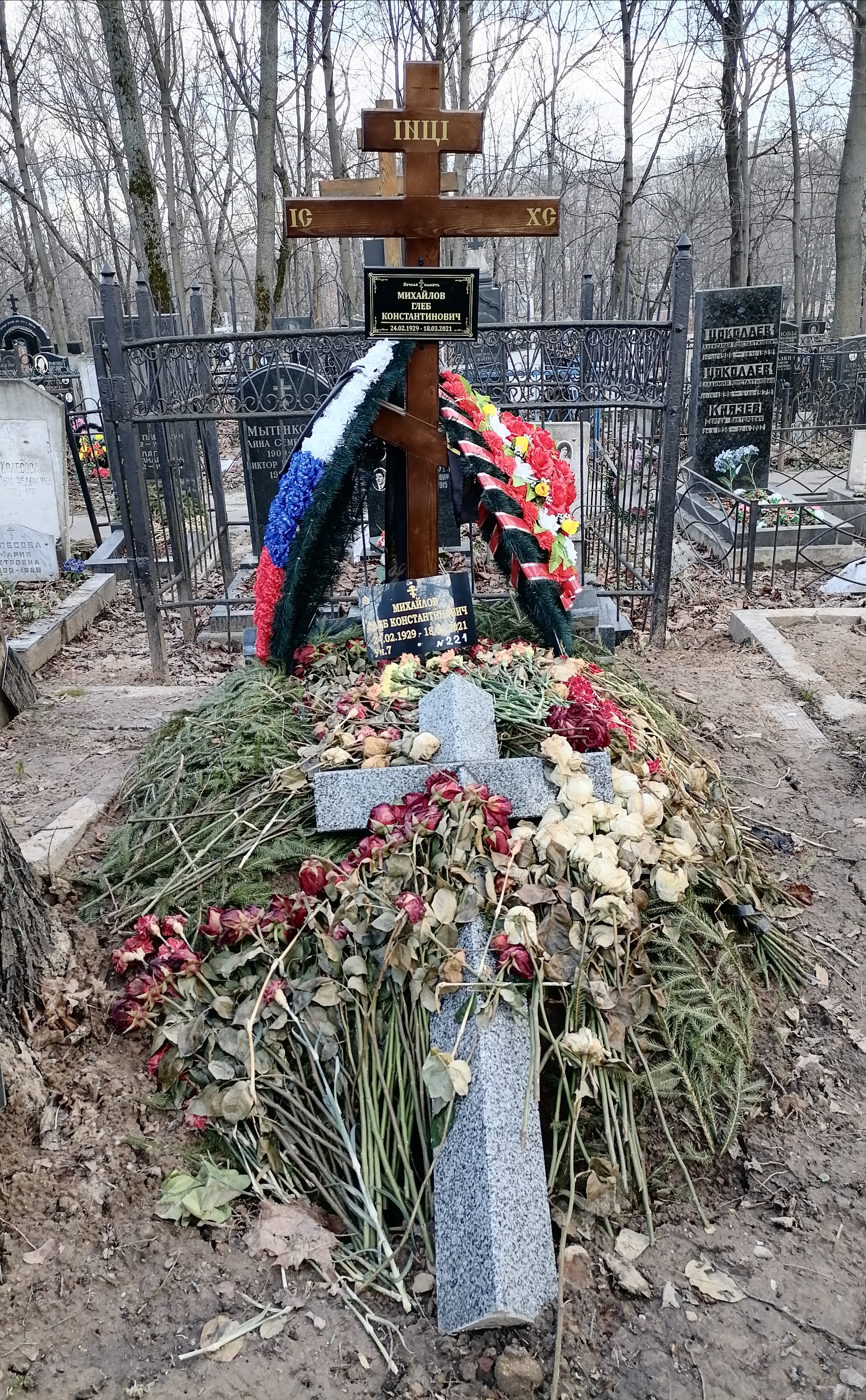
Tombe de G. K. Mikhaïlov au cimetière Piatnitskoïe

En 1956, Nicolas Muskhelichvili crée le Comité national de l'URSS sur la mécanique théorique et appliquée, au sein de l'Académie des sciences. Mikhaïlov est alors l'un de ses 48 premiers membres et devient secrétaire scientifique, charge qu'il conserve plus de 60 ans. Dans le cadre des activités du Comité national, il participe notamment à l'organisation du premier congrès pan-syndical, puis à de deux congrès nationaux. Il participe aussi aux activités de l'Union internationale de mécanique théorique et appliquée (IUTAM) à partir de 1956, et en devient membre en 1974.
Mikhaïlov s'occupe d'inventorier et publier partiellement les manuscrits de Leonhard Euler, conservés dans les Archives de l'Académie des sciences. Il est aussi membre titulaire de l'Académie internationale d'histoire des sciences. Il voyage souvent à Bâle, en Suisse, travaillant à la publication des Œuvres complètes d'Euler, en tant que membre du Conseil éditorial international. Il participe à divers comités de rédaction pour des publications russes et étrangères. Il participe aussi à la publication des œuvres collectives de la famille Bernoulli. Sa bibliographie compte 150 ouvrages scientifiques en russe et en anglais sur l'hydrodynamique souterraine, l'histoire de la mécanique et des recherches généalogiques portant sur les descendants d'Euler et la Famille Obolensky. Il est membre de la société généalogique de Saint-Pétersbourg et de la Société historique et généalogique de Moscou. Le 22 mars 2021, il est enterré au cimetière Piatnitskoïe.